# Franz-Georg Rössler

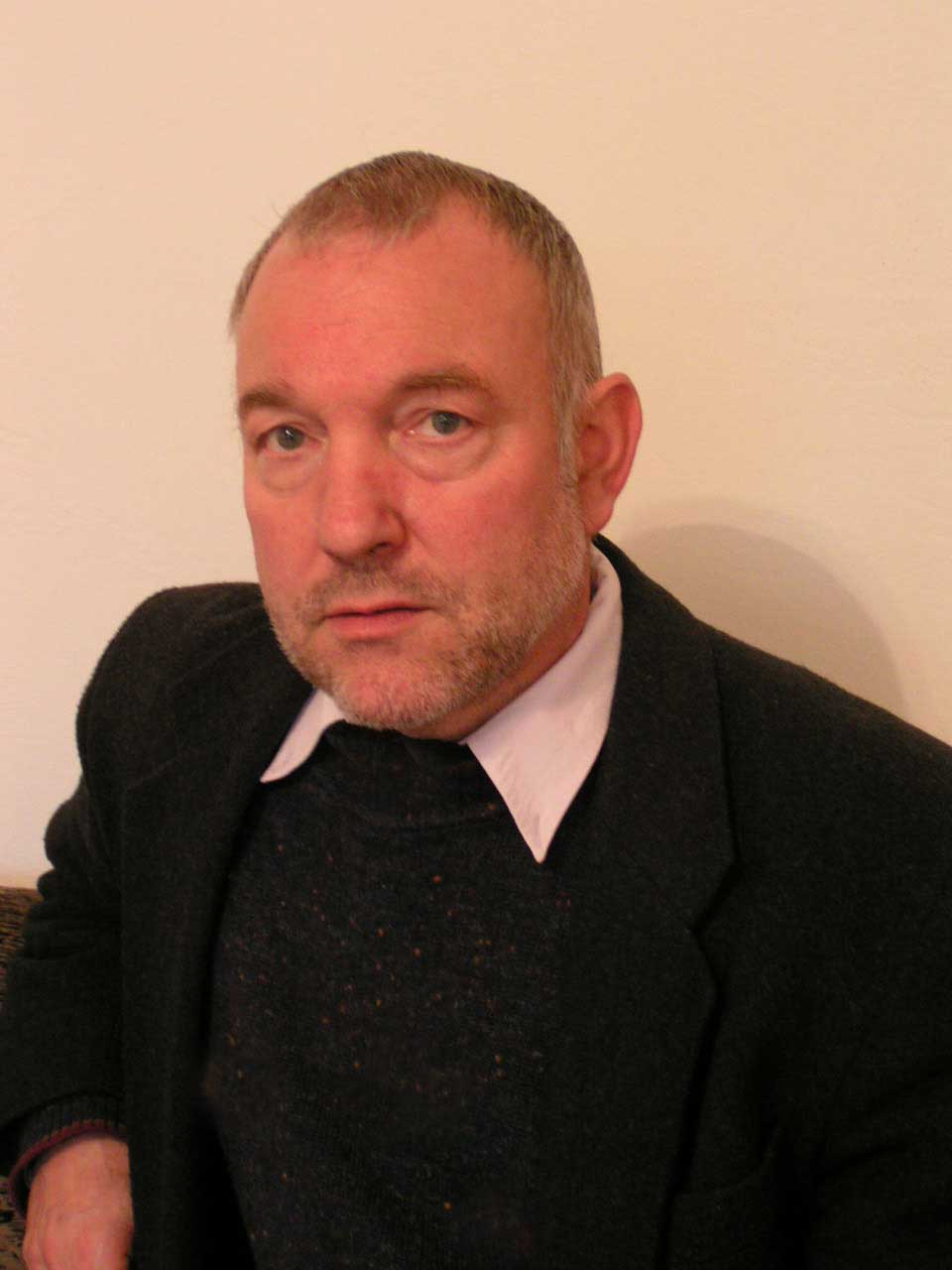
Franz-Georg Rössler (2008)

Franz-Georg Rössler (* 14. Mai 1949 in Ruppertsberg; † 17. März 2017 in Dudenhofen) war ein deutscher Gymnasiallehrer für Musik und Geographie. Er komponierte, konzertierte, schrieb in Deutsch und Esperanto, verfasste journalistische Artikel, hielt Vorträge und war bildschaffend tätig.

## Leben
Rössler wurde in der pfälzischen Ortsgemeinde Ruppertsberg an der Weinstraße geboren, wo er auch aufwuchs. Wesentliche Eindrücke während seiner Kindheit erhielt er durch den Dienst als Ministrant, durch die musikfreudige Umgebung in Familie, Kirche und Schule sowie durch die frühe Mitarbeit im landwirtschaftlichen Betrieb eines Onkels. Später war er häufig als freiwilliger Pflegehelfer im Marienkrankenhaus in Ludwigshafen am Rhein tätig.
Von der Volksschule Ruppertsberg wechselte Rössler an das Altsprachliche Gymnasium in Neustadt an der Weinstraße, das er 1968 mit dem Abitur abschloss. Die Wehrdienstzeit absolvierte er als Sanitätssoldat. In Mannheim und Heidelberg studierte er Musik, Geographie, Musikwissenschaft und Komposition. Nach dem Referendariat in Speyer wurde er dort Lehrer am Nikolaus-von-Weis-Gymnasium, an dem er bis zu seiner Pensionierung 2012 verblieb.
Verheiratet war Rössler seit 1972 mit Rita Rössler-Buckel. Er starb plötzlich in seinem Haus in Dudenhofen.

## Schwerpunkte

### Musik
Rössler wirkte schon früh bei katholischer Kirchenmusik (u. a. Gregorianischer Choral) mit und übte sich im Umgang mit verschiedenen Instrumenten wie Klavier, Orgel, Blockflötenfamilie, Klarinette, Trompete, Violine und Viola. Seinen Abschluss erreichte er am Amt für Kirchenmusik der Diözese Speyer. Jahrelang fungierte er als Chorleiter und Organist an mehreren Stellen in der Kurpfalz.
Kompositionsstudien nahm Rössler bei Hans Vogt in Mannheim. Er fertigte etwa 250 Kompositionen, vorwiegend für Tasteninstrumente, Chor und Kammermusik. Viele davon erschienen bei Verlagen. Mit Rösslers Kantate Evoluo errang der Mainzer Figuralchor 1994 den ersten Preis im Deutschen Chorwettbewerb für die beste Aufführung eines zeitgenössischen Chorwerks.

### Sprache
Nach der Publikation seiner Diplomarbeit Paul Hindemith – Messe 1963 verfasste Rössler 50 Veröffentlichungen zu unterschiedlichen Themen (Poesie, Musikwissenschaft, biographische Monographien, Bildkunst, Sprache, Regionalgeschichte) in Deutsch und in Esperanto, ebenso etwa 500 journalistische Artikel und etwa 120 Vorträge.

### Bildarbeit
Nach autodidaktischer Entwicklung begann Rössler 1994 mit Ausstellungen. Seine Schwerpunkte waren Druckgraphik, Kleinplastik und digitale Graphik. Mitglied war er in Bildarta Internacia Ligo de Esperantistoj (BILDE). Insgesamt kam er auf etwa 120 Ausstellungen in der Region, in Deutschland und im Ausland, meist zusammen mit seiner Ehefrau und einem eigenen musikalischen Beiprogramm.

### Esperanto
1985 hatte Rössler seine erste Begegnung mit der Internationalen Sprache des Ludwik Lejzer Zamenhof. Er war bald von deren Brauchbarkeit und der hinter ihr stehenden humanistischen Idee überzeugt und wendete die Kunstsprache auf vielerlei Feldern an: Journalismus (Monato, La Gazeto u. a.), Publizistik, Vorträge, Kurse, Musik. 20 Jahre war er Organist der regelmäßigen Esperanto-Gottesdienste in der Afra-Kapelle des Speyerer Doms. Aktives Mitglied war er u. a. im Esperanto-Weltbund (UEA), in der Arbeitsgemeinschaft katholischer Esperantisten der Diözese Speyer, im Internationalen Esperantolehrer-Verband (ILEI), in der Akademio Internacia San Marino (AIS) und in der Internacia Scienca Akademio Esperantista (ISAE).

## Veröffentlichungen (Auswahl)

### Musik
- Sonate für Orgel (Musikverlag Willy Müller, Heidelberg)
- Kantate Evoluo (Text: Richard Schulz) Auftragswerk der Gesellschaft für Neue Musik Mannheim, 1991 (CD: Valve-Hearts, Tonger-Musikverlag, Köln, 1996)
- Mit Bach – und Charles Gounod hört zu… – (Musikverlag Anton Böhm & Sohn, Augsburg)
- Zwölf Inventionen für ein Tasteninstrument (Karl Heinrich Möseler Verlag, Wolfenbüttel, 1972)
- Sonata All’ ungherese per pianoforte solo (Tonger-Musikverlag, Köln)
- Improvisation (Hommage à Béla Bartók) für Violine (Oboe, Querflöte) und Klavier (Mercator-Verlag, Duisburg, 1990)
- Alles Bach –  B-A-C-H-Kompositionen und B-A-C-H-Bearbeitungen aus 40 Jahren (Edition Antiphon 160, Speyer, 2012)
- RÖWV MUSIK 2012 (Alle Musik bis Mai 2012) Buchoriginal und CD-Dokumentation (Wolfgang G. Haas-Musikverlag e. K., Köln)

### Sprache
- Schön läßt es sich reden vom Abgrund. Gedichte. Strasser-Verlag, Kaiserslautern.
- Alfred Cahn – Komponist aus Speyer. Ponto-Verlag, Speyer.
- Jeder muß das Seine machen – Schüttelreime. Ponto-Verlag, Speyer.
- Oskar Frey – Ein Pfälzer Komponist. Monographie. Strasser Verlag, Kaiserslautern 1991.
- Die ostinaten Werke Josef Gabriel Rheinbergers. Strukturanalyse. Verlag Anton Böhm & Sohn, Augsburg 1994.
- Mi Camino Palatino – Mein Pfälzer Jakobsweg – Der Weg vor dem Weg. Edition Antiphon, Speyer 2009.

### Bildarbeit
- Zusammen mit Rita Rössler-Buckel (Photographien): Lignoskulpte – Naturholzplastiken und Texte. Verlag Bild & Kunst / KK-Edition, Harthausen 1994.
- Zusammen mit Rita Rössler-Buckel und mit einem Vorwort von Franz Dudenhöffer: Augenblicke aus Ewigkeit. Ausstellungen, Vorträge und Konzerte zum Thema Rose Ausländer. Verlag Bild & Kunst / KK-Edition, Harthausen 2001.
- Különös társáság / Kuriose Gesellschaft. Miniaturbuch. Jókai Mór Városi Könyvtár, Pápa (Ungarn) 1997.

### Esperanto (Original und Übersetzung)
- Franz-Georg Rössler (Übersetzung), Rita Rössler-Buckel (Illustrationen): Momentoj el eterno / Augenblicke aus Ewigkeit. Gedichte von Rose Ausländer, zweisprachige Ausgabe in Deutsch und Esperanto. Bleicher Verlag, Gerlingen 1989.
- Franz-Georg Rössler (Text), Rita Rössler-Buckel (Illustrationen): Kleiner Tierkreis – Bestareto. Gedichte. Zweisprachige Ausgabe in Deutsch und Esperanto. Esperanto-Centro, Paderborn 1988.
- Zusammen mit Rita Rössler-Buckel: Edith Stein. Eine Jüdin unter dem Kreuz / Edino Ŝtono. Judino sub la kruco. Lebensbild. Zweisprachige Ausgabe in Deutsch und Esperanto. Gmeiner-Verlag, Meßkirch 1992.
- Tempo tempesta. Gedichte und Esperanto-Biographie. Flandra Esperanto-Ligo, 1995.
- Das Puppenbuch. Gedichte zu Aquarell-Grisaillen von Rita Rössler-Buckel. Edition Antiphon, Speyer 1993.
- Ungarische Skizzen / Hungaraj skizoj / Magyar vázlatok. Dreisprachige Ausgabe in Deutsch, Esperanto und Ungarisch, mit Tiefdruckgraphik von Rita Rössler-Buckel. Ponto-Verlag, Speyer 1995.
- 25 jaroj kun Esperanto / 25 Jahre mit Esperanto. RÖWV ESPERANTO. Aktivitäten und Produkte in und zu Esperanto. Edition Antiphon, Speyer 2010.